# Lauenburgische Seen
Lauenburgische Seen é uma associação municipal da Alemanha do estado de Schleswig-Holstein, distrito de Lauenburg.